# Серце пальцями

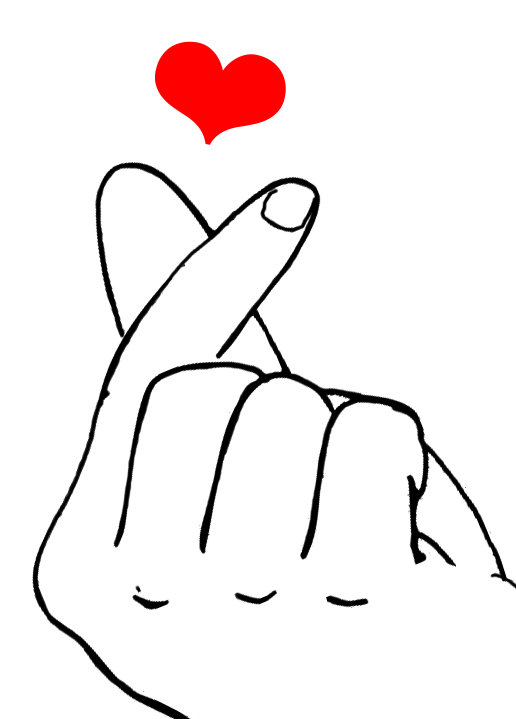
Серце пальцями

Серце пальцями — це жест, яким людина показує символ серця з допомогою великого і вказівного пальців. Використовується в деяких країнах Азії для вираження любові.

## Популярність
Найбільшу популярність жест отримав у 2010-х роках у Південній Кореї. Головними причинами цього був розвиток соціальних мереж та відеохостингів. Багато корейців вважають, що основоположником є Нам Ухен, який з 2011 року створював і поширював продукцію із символікою сердець пальцями, а також активно дякував своїм фанатам цим жестом.

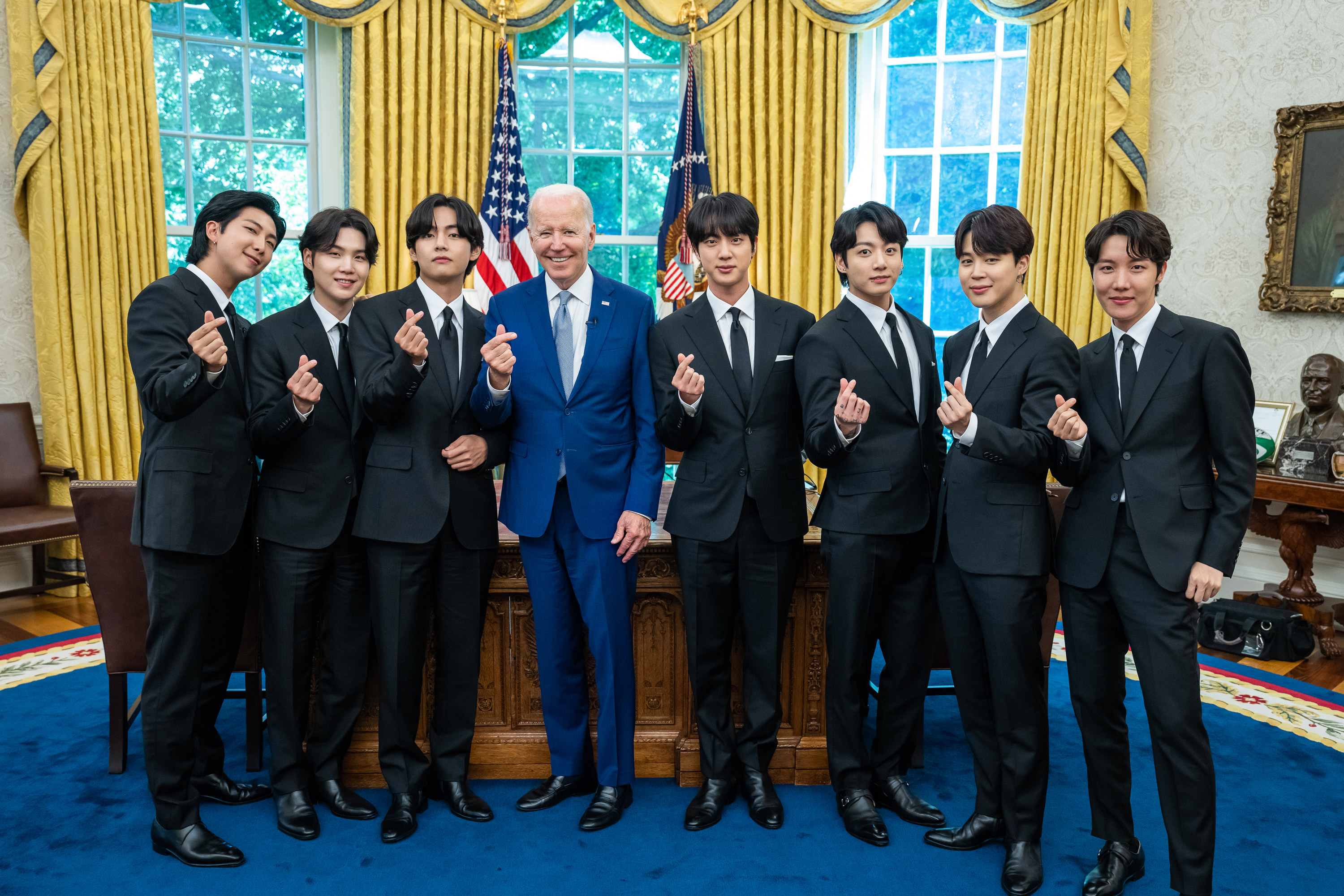
Джо Байден та гурт BTS показують цей жест. 2022 рік

Внаслідок корейської хвилі та завдяки Зимовим Олімпійським іграм 2018 року жест також набув популярності спочатку у багатьох країнах Азії, а потім і в інших частинах світу.

## Походження
Немає точної інформації про те, хто і коли вигадав цей жест. В Інтернеті деякі публічні особи ведуть суперечки та намагаються з'ясувати, хто з них перший був помічений на фотографії з жестом серця пальцями.